# Дамас (река)
Дамас (в низовье называется Маас-Абдумур) — сезонная река в Эритрее. Сливаясь с Дагре, образует реку Амба бассейна Красного моря.
Берёт начало при слиянии рек Дорфу и Гинда юго-западнее города Гинда. Протекает по территории провинции Сэмиэн-Кэй-Бахри. В сухой сезон года пересыхает. Притоки: Зерат и Табо.
Дамас протекает в окрестностях города Гинда в восточном направлении. По долине реки проходит железная дорога узкой (950 мм) колеи. Через Дамас перекинуты два автомобильных и два железнодорожных моста. На реке расположены населённые пункты Дондоло и Мадерто.